# Dusznica
Dusznica – wieś w Polsce, położona w województwie podlaskim, w powiecie sejneńskim, w gminie Sejny. Leży nad jeziorem Gaładuś przy granicy z Litwą.
| SIMC    | Nazwa     | Rodzaj    |
| ------- | --------- | --------- |
| 1011922 | Kalwiszki | część wsi |
| 1012092 | Tarnówka  | część wsi |

W latach 1975–1998 miejscowość administracyjnie należała do województwa suwalskiego.